# Martia arizonella
Martia arizonella är en fjärilsart som beskrevs av Émile Louis Ragonot 1887. Martia arizonella ingår i släktet Martia och familjen mott. Inga underarter finns listade i Catalogue of Life.